# Edwardsia tuberculata
Edwardsia tuberculata is een zeeanemonensoort uit de familie Edwardsiidae.
Edwardsia tuberculata is voor het eerst wetenschappelijk beschreven door Duben & Koren in 1847.